# Cryptanthus incrassatus
Espèce
Cryptanthus incrassatus est une espèce de plantes de la famille des Bromeliaceae, endémique du Brésil et décrite en 1950 par le botaniste américain Lyman Bradford Smith.

## Distribution
L'espèce est endémique de l'État d'Espírito Santo au sud-est du Brésil.

## Description
Selon la classification de Raunkier, l'espèce est hémicryptophyte.